# Giorgia Latini

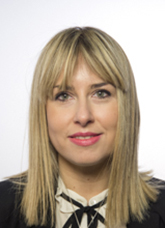
Giorgia Latini

Giorgia Latini é uma política italiana. Ela foi eleita deputada ao Parlamento da Itália nas eleições legislativas italianas de 2018 para a Legislatura XVIII da Itália.

## Carreira
Latini nasceu a 18 de abril de 1980, em Fabriano.
Ela foi eleita para o parlamento italiano nas eleições legislativas italianas de 2018, para representar o distrito de Marche pela Lega Nord.